# Ребахи, Омар
Омар Ребахи (араб. عمر رباحي‎; род. 2 сентября 1978, Алжир) — алжирский дзюдоист, представитель суперлёгкой весовой категории. Выступал за национальную сборную Алжира по дзюдо в период 1997—2009 годов, пятикратный чемпион Африки, чемпион Всеафриканских игр, чемпион Средиземноморских игр, победитель и призёр многих турниров национального и международного значения, участник трёх летних Олимпийских игр.

## Биография
Омар Ребахи родился 2 сентября 1978 года.
Первого серьёзного успеха на взрослом международном уровне добился в сезоне 1997 года, когда вошёл в основной состав алжирской национальной сборной и побывал на чемпионате Африки в Касабланке, откуда привёз награду бронзового достоинства, выигранную в зачёте суперлёгкой весовой категории.
В 1998 году одержал победу на африканском первенстве в Дакаре.
На Всеафриканских играх 1999 года в Йоханнесбурге взял бронзу, кроме того, стал бронзовым призёром на международном турнире в Тунисе, выступил на этапах Кубка мира в Париже и Праге.
В 2000 году выиграл бронзовую медаль на домашнем чемпионате Африки в Алжире и благодаря череде удачных выступлений удостоился права защищать честь страны на летних Олимпийских играх в Сиднее. В категории до 60 кг провёл в общей сложности четыре поединка, из которых два выиграл и два проиграл, в частности в утешительных встречах за третье место был остановлен азербайджанцем Эльчином Исмаиловым.
В 2001 году победил на чемпионате Африки в Триполи, выступил на мировом первенстве в Мюнхене.
В 2002 году одержал победу на африканском первенстве в Каире, принял участие в Суперкубке мира в Париже.
На чемпионате мира 2003 года в Осаке остановился на стадии 1/16 финала, при этом был лучшим на международном турнире в Марселе.
На чемпионате Африки 2004 года в Тунисе взял золото. Благополучно прошёл отбор на Олимпийские игры в Афинах, однако на сей раз уже в стартовом поединке категории до 60 кг потерпел поражение от казаха Базарбека Донбая и сразу же выбыл из борьбы за медали.
После афинской Олимпиады Ребахи остался в составе дзюдоистской команды Алжира на ещё один олимпийский цикл и продолжил принимать участие в крупнейших международных соревнованиях. Так, в 2005 году он победил на африканском первенстве в Порт-Элизабете, став таким образом пятикратным чемпионом Африки по дзюдо, и одолел всех соперников на Средиземноморских играх в Альмерии. Отметился выступлением на мировом первенстве в Каире.
В 2006 году победил на международном турнире в Тунисе, стал серебряным призёром на чемпионате Африки в Маврикии.
В 2007 году в суперлёгком весе одержал победу на домашних Всеафриканских играх в Алжире.
В 2008 году выиграл бронзовую медаль на африканском первенстве в Агадире и отправился выступать на Олимпийских играх в Пекине, где в первом же поединке категории до 60 кг проиграл представителю Узбекистана Ришоду Собирову.
Последний раз показывал сколько-нибудь значимые результаты на международной арене в сезоне 2009 года, когда завоевал золотую медаль на международном турнире в Марселе и занял седьмое место на чемпионате Африки в Маврикии. Вскоре по окончании этих соревнований принял решение завершить спортивную карьеру.